# Kazuya Hatayama
Kazuya Hatayama (...) è un astronomo giapponese.
Kazuya Hatayama è un astrofilo giapponese che risiede a Niigata, Prefettura di Niigata (isola di Honshū). Hatayama si interessa in particolare di stelle variabili, in tale ambito collabora con la Variable Star Observers League in Japan con il codice Hyk . Nel 2001 ha coscoperto con Akihiko Tago la nova V2275 Cyg .